# Происшествие с Boeing 737 у Бернвилла
Происшествие с Boeing 737 у Бернвилла — авиационное происшествие, произошедшее 17 апреля 2018 года. Авиалайнер Boeing 737-7H4 авиакомпании Southwest Airlines выполнял плановый внутренний рейс WH1380 по маршруту Нью-Йорк—Даллас (первая часть рейса с 5 промежуточными посадками и конечным пунктом назначения в Сан-Франциско), но через 21 минуту после взлёта у него отказал и разрушился двигатель №1 (левый); отделившиеся при этом фрагменты мотогондолы попали в фюзеляж и вызвали разгерметизацию. Пилоты выполнили аварийное снижение и произвели экстренную посадку в аэропорту Филадельфии. Из находившихся на его борту 149 человек (144 пассажира и 5 членов экипажа) погиб 1, ещё 8 получили незначительные травмы.

## Самолёт
Boeing 737-7H4 (регистрационный номер N772SW, заводской 27880, серийный 601) был выпущен в 2000 году (первый полёт совершил 26 июня). 7 июля того же года был передан авиакомпании Southwest Airlines. Оснащён двумя двухконтурными турбовентиляторными двигателями CFM International CFM56-7B24. На день происшествия совершил 36 728 циклов «взлёт-посадка» и налетал 63 043 часа (в отчёте NTSB — 37 021 цикл «взлёт-посадка» и 63 521 час).
Левый двигатель (№1) был изготовлен в декабре 1997 года и установлен на борт N772SW 29 ноября 2012 года после капитального ремонта, который он прошёл 14 ноября 2012 года на заводе компании «General Electric» в Петрополисе (Бразилия). На день происшествия его наработка в полёте составляла 40 569 циклов «взлёт-посадка» и 67 040 часов, наработка в полёте после капитального ремонта составляла 10 712 циклов «взлёт-посадка» и 18 088 часов.

## Экипаж
Состав лётного экипажа рейса WH1380 был таким:
- Командир воздушного судна (КВС) — 56-летняя Тэмми Дж. Шульц (англ. Tammie J. Shults)[11][12]. Очень опытный пилот, проходила службу в ВМС США, где пилотировала истребители A-7 и F-18. В авиакомпании Southwest Airlines проработала 24 года (с 1994 года). В должности командира Boeing 737 — с сентября 2000 года (до этого управляла им в качестве второго пилота). Налетала 11 715 часов, 10 513 из них на Boeing 737 (7118 из них в качестве КВС)[1].
- Второй пилот — 44-летний Даррен Л. Эллисор (англ. Darren L. Ellisor)[13]. Опытный пилот, проходил службу в ВВС США, где управлял самолётами Cessna T-37, Raytheon  T-1 и Boeing E-3. В авиакомпании Southwest Airlines проработал 10 лет (с 2008 года). Налетал 9508 часов, 6927 из них на Boeing 737[1].

В пассажирской кабине самолёта работали три стюардессы:
- Рэйчел Фернхеймер (англ. Rachel Fernheimer),
- Шоник Мэллори (англ. Seanique Mallory),
- Кэтрин Сэндовал (англ. Kathryn Sandoval).

## Хронология событий

### Вылет, разрушение двигателя
Рейс WH1380 вылетел из Нью-Йорка в Даллас в 10:43 EST, на его борту находились 5 членов экипажа и 144 пассажира.
По данным бортовых самописцев, в 11:03:33, когда рейс 1380 находился на высоте около 10 000 метров и пролетал над Бернвиллом (Пенсильвания), произошёл внезапный отказ двигателя № 1 (левого); самолёт при этом начал самопроизвольно крениться влево. Через 6 секунд в кабине пилотов сработала сигнализация о разгерметизации фюзеляжа. Как впоследствии было установлено, произошло разрушение двигателя № 1 и мотогондолы, при этом одна из отделившихся частей мотогондолы выбила иллюминатор в пассажирской кабине, вызвав взрывную разгерметизацию. В течение 11 секунд крен влево достиг пикового значения (41,3°), после чего второй пилот, будучи на данном отрезке рейса пилотирующим членом экипажа, начал выравнивать самолёт. Затем пилоты установили режим «малый газ» для обоих двигателей, начав тем самым экстренное снижение, и затем отключили разрушившийся двигатель № 1.
В 11:04:54 КВС сообщила авиадиспетчеру об аварийной ситуации, охарактеризовав её как пожар двигателя. На вопрос авиадиспетчера о выборе аэропорта для экстренной посадки КВС ответила: Направьте нас в ближайший. Авиадиспетчер первоначально направил рейс 1380 в аэропорт Гаррисберг (Гаррисберг, Пенсильвания), находившийся в 29 морских милях (54 километрах) по прямой от точки нахождения самолёта в момент разрушения двигателя. Однако речевой самописец не зафиксировал большей части слов авиадиспетчера (они были зафиксированы средствами регистрации в пункте управления воздушным движением). По-видимому, пилоты не расслышали слова авиадиспетчера из-за высокого уровня шума в кабине, вызванного разгерметизацией фюзеляжа. По предложению второго пилота КВС попросила диспетчера направить борт в аэропорт Филадельфия, находившийся в 57 морских милях (106 километрах) от точки нахождения самолёта в момент разрушения двигателя. В 11:05:52 авиадиспетчер разрешил рейсу 1380 следовать в Филадельфию.
По мнению следователей NTSB, если бы пилоты приняли решение садиться в аэропорту Гаррисберга, это всё равно не позволило бы им существенно ускорить посадку, так как лайнер не мог бы снизиться с 10 000 метров за существенно меньшее время. Данные параметрического самописца показали, что с начала аварийного снижения и до захода на посадку самолёт непрерывно снижался, не переходя в горизонтальный полёт.

### Посадка
В 11:09:30 КВС взяла управление самолётом на себя (руководящие документы авиакомпании Southwest Airlines предписывают, что посадку с одним работающим двигателем должен выполнять КВС). Снижение на максимальной эксплуатационной приборной скорости вызывало в конструкции повреждённого лайнера сильную вибрацию, и для её уменьшения КВС была вынуждена снизить приборную скорость самолёта с 272 узлов (504 км/ч) до 232 узлов (430 км/ч).
Из-за сомнений в управляемости самолёта КВС приняла решение садиться с закрылками, выпущенными на 5° (нормальное посадочное положение — 30° или 40°, для посадки с одним работающим двигателем РЛЭ рекомендует 15°). По словам КВС, во время снижения она чувствовала большое сопротивление на штурвале. Так как РЛЭ Boeing 737-700 не содержит указаний по заходу на посадку с положением закрылков 5°, КВС взяла в качестве отправной точки скорость захода на посадку для положения закрылков 15° — 160 узлов (296 км/ч) — и прибавила сверху 20 узлов (37 км/ч), приняв таким образом скорость захода на посадку 180 узлов (333 км/ч).
В 11:20:30 рейс WH1380 совершил успешную посадку в аэропорту Филадельфии. В момент посадки скорость самолёта составляла 171 узел (317 км/ч).
Как отмечается в отчёте NTSB, сохранение контроля над повреждённым самолётом требовало от пилотирующего члена экипажа больших усилий, из-за асимметрии тяги и значительной аэродинамической асимметрии, вызванной разрушением мотогондолы.
Глава пожарной службы аэропорта Филадельфия сообщил, что после посадки у лайнера произошла утечка авиатоплива из разрушенного двигателя и небольшой пожар, который был быстро локализован. Отделившиеся фрагменты мотогондолы были найдены около Бернвилла.
Происшествие с рейсом WH1380 стало первым инцидентом в истории авиакомпании Southwest Airlines, повлёкшим за собой гибель пассажира и первым смертельным авиационным происшествием в США более чем за 9 лет (после катастрофы DHC-8 под Буффало 12 февраля 2009 года, 50 погибших).

### Погибшие и раненые
Рядом с выбитым иллюминатором сидела 45-летняя Дженнифер Риордан (англ. Jennifer Riordan), вице-президент по связям с общественностью банка «Wells Fargo» из Альбукерке. Силой взрывной декомпрессии женщину вытолкнуло из самолёта, в результате этого верхняя часть её туловища оказалась за пределами фюзеляжа. 
Стюардессы сразу после разгерметизации проследовали к своим штатным местам, чтобы воспользоваться кислородными масками. Далее стюардессы надели на себя индивидуальные кислородные приборы и начали обход пассажирской кабины для оказания помощи пассажирам. Одна из стюардесс в ходе обхода обнаружила пассажирку, выброшенную по пояс наружу. Вместе с другой стюардессой она попыталась втянуть пострадавшую обратно, однако разница давлений не позволяла это сделать. На помощь пришли двое мужчин-пассажиров — Тимоти Макгинти (англ. Timothy McGinty), землевладелец и риэлтор из Хилсборо (Техас); и Эндрю Нидам (англ. Andrew Needum), пожарный из Селайна (Техас). Общими усилиями им удалось затащить пострадавшую пассажирку внутрь кабины.
Многие пассажиры пытались заткнуть выбитый иллюминатор подручными предметами, но эти предметы тут же выбрасывало из самолёта.
Среди пассажиров оказались медсестра на пенсии Пегги Филлипс (англ. Peggy Phillips) и они вместе с Эндрю Нидамом, имеющим квалификацию техника скорой помощи, начали делать Риордан искусственное дыхание, пытаясь спасти её жизнь все 16 минут до посадки. Коронер позже сообщил, что причиной смерти пассажирки стала несовместимая с жизнью тупая травма головы, шеи и туловища.
Незначительные ранения получили ещё 8 других пассажиров. Они получили медицинскую помощь в аэропорту Филадельфии, но не были госпитализированы.

### Последствия происшествия
Федеральное управление гражданской авиации США (FAA) задержало на земле все рейсы, которые должны были вылететь до 14:00 из Международного аэропорта Филадельфии. После происшествия продолжение полёта рейса WH1380 (из Далласа в Новый Орлеан) выполнил другой Boeing 737-7H4 (борт N921WN), но номер рейса был заменён на WH8874.
Boeing 737-7H4 борт N772SW после происшествия был отремонтирован, но с 7 июня 2018 года находится на хранении в аэропорту Викторвилла (Калифорния).

## Реакция

#### Правительство
Министр транспорта США Элейн Чао опубликовала заявление, в котором «поблагодарила пилотов, которые благополучно приземлили самолёт, а также экипаж и пассажиров, которые оказали поддержку и помощь пострадавшим, и предотвратили худшее».
Президент США Дональд Трамп при личной встрече в Белом доме выразил благодарность экипажу рейса 1380 и пассажирам, оказывавшим помощь Дженнифер Риордан.

#### Общество
Хладнокровие КВС рейса 1380 Тэмми Дж. Шульц было высоко оценено Чесли Салленбергером.
Авиакомпания
Авиакомпания Southwest Airlines выплатила пассажирам трагического полета по $5000 и выдала ваучер на $1000 в качестве компенсации на последующие полеты.

## Расследование
17 апреля 2018 года Федеральное управление гражданской авиации США (FAA) и Национальный совет по безопасности на транспорте (NTSB) направили своих специалистов в Филадельфию для проведения расследования причин происшествия.
18 апреля Европейское агентство по авиационной безопасности совместно с FAA потребовали проверки всех двигателей Boeing 737 по всему миру. Французское Бюро по расследованию и анализу безопасности гражданской авиации (BEA) также направило экспертов для оказания помощи в расследовании, как страна-производитель двигателей самолёта.
Окончательный отчёт расследования NTSB был опубликован 19 ноября 2019 года.
Согласно отчёту, причиной происшествия стала усталостная трещина в хвостовике рабочей лопатки вентилятора двигателя №1. Развитие трещины привело к отделению лопатки. Удар отделившейся лопатки в обечайку (корпус) вентилятора привёл к разрушению капота вентилятора двигателя (часть мотогондолы) и отделению его крупных фрагментов. Один из крупных отделившихся фрагментов капота ударил в борт фюзеляжа вблизи иллюминатора, что вызвало отрыв от фюзеляжа стекла иллюминатора и привело к быстрой разгерметизации фюзеляжа и к гибели пассажирки. В свою очередь, возникновение трещины в хвостовике лопатки было вызвано тем, что фактически эксплуатационные нагрузки в нём превышали нагрузки, предполагавшиеся при проектировании.
Также в отчёте комиссия NTSB признала соответствие квалификации экипажа нормативным документам США и целесообразность выбора экипажем рейса 1380 аэропорта Филадельфии для совершения экстренной посадки. Отклонения от установленных лётных процедур, допущенные пилотами, комиссия NTSB признала допустимыми с учётом характера аварийной ситуации и объёма психофизической нагрузки на экипаж.
Из невыполненных экипажем операций  влияние на ситуацию мог, по мнению комиссии NTSB, оказать только выпуск интерцепторов. Выпустив интерцепторы, экипаж мог бы ускорить снижение без увеличения воздушной скорости, что могло бы позволить, при выборе аэропорта Гаррисберга, совершить экстренную посадку быстрее. Однако комиссия считает маловероятным, чтобы выигранное время как-то изменило бы последствия происшествия. С другой стороны, по мнению комиссии, выпуск интерцепторов, в данном случае, мог бы усугубить нарушение аэродинамики самолёта, связанное с повреждением, вызвав тем самым дополнительные проблемы с устойчивостью и управляемостью.

## Культурные аспекты
Происшествие с рейсом 1380 Southwest Airlines показано в 21 сезоне канадского документального телесериала Расследования авиакатастроф в серии Катастрофа в салоне.